# 102.ª División (Bando sublevado)
La 102.ª División fue una División del Ejército franquista que tuvo un papel relevante en la Guerra Civil Española. Mandada por el coronel Antonio Castejón, la división llegó a actuar en los frentes de Extremadura y el Ebro.

## Historial
La división fue creada a mediados de 1937, si bien estuvo en proceso de formación hasta octubre de ese año; en ese momento alineaba unos 10.800 hombres. Inicialmente bajo el mando del coronel Izquierdo, pasaría a ser mandada por el coronel Antonio Castejón. La división quedó dispuesta inicialmente como reserva del Ejército del Sur.
En julio de 1938 la 102.ª División participó en la ofensiva franquista para el cierre de la Bolsa de Mérida, integrada en una agrupación del Ejército del Sur. La ofensiva comenzó el 20 de julio y en apenas unas jornadas las fuerzas franquistas lograron cercar —y destruir— a numerosas fuerzas republicanas del Ejército de Extremadura. El 26 de julio, encontrándose todavía en el frente de Extremadura, la unidad fue llamada para que se trasladara urgentemente al sector del Ebro.
A su llegada al Ebro la división fue adscrita al Cuerpo de ejército marroquí, teniendo una destacada participación en los combates que se desarrollaron durante los siguientes meses. Al término de la batalla regresó al frente de Extremadura.
Tras el final de la contienda la unidad quedó adscrita a las fuerzas militares del protectorado de Marruecos.